# Andy Haden
Andrew Maxwell Haden, detto Andy (Wanganui, 26 settembre 1950 – Auckland, 29 luglio 2020), è stato un rugbista a 15 neozelandese, seconda linea degli All Blacks per 41 partite di cui otto da capitano, famoso per essere stato sostenitore del professionismo nel rugby. Ha passato gran parte della carriera rappresentando Auckland eccetto due anni in cui si trasferì in Europa giocando per Harlequins e Rugby Roma.

## Biografia
Haden è nato a Wanganui ed ha frequentato il Wanganui Boys 'College. Nel 1971 si trasferì ad Auckland per frequentare la facoltà di geologia all'Università di Massey. Iniziò l'attività rugbistica con il Ponsonby. Dal fisico imponente, nel 1972 venne convocato per il tour della nazionale e fece il suo debutto con la maglia All Blacks in una partita non valevole come cap. Al termine del tour si trasferì in Europa per due anni giocando per Harlequins e Rugby Roma.
Tornato in patria nel 1976, giocò con il Ponsonby vincendo da protagonista il Gallagher Shield (competizione della provincia di Auckland) e questo gli valse la convocazione in nazionale e finalmente nel 1977 il debutto ufficiale nella sfida con i British and Irish Lions. Sempre quell'anno partecipò al Tour in Francia ed in quella occasione fu schierato per la partita di apertura in Italia che schierava il XV del Presidente. In totale ha collezionato 41 test ufficiali di cui 8 da capitano.
Nel 1986 si unì al Tour non ufficiale in Sudafrica. Tornò ad Auckland e concluse la carriera con più di cento partite con la rappresentativa bianco-blu.

### Vita privata
Fuori dal campo, si è sempre considerato uno scrittore, ha pubblicato la sua autobiografia, Boots 'n All, nel 1983, in cui critica le regole del dilettantismo in vigore allora.
Haden è stato agente di varie celebrità, tra cui il rugbista Frano Botica e la mondella Rachel Hunter. Nel 2010 fu nominato Coppa del mondo di rugby ma rassegnò le dimissioni dopo aver rilasciato dichiarazioni controverse a sfondo razziale riguardo alcuni giocatori polinesiani dei Crusaders.
Nel 2003, Haden annunciò che stava iniziando la chemioterapia per combattere la leucemia linfatica cronica. Superò la malattia, ma nel febbraio 2020 gli fu diagnosticato un linfoma e il 29 luglio successivo morì nella sua casa di Auckland, all'età di 69 anni.

## Palmarès
- National Provincial Championship: 3
Auckland: 1982, 1984, 1985